# Lelis (gmina)
Lelis (1931–1954 gmina Durlasy) – gmina wiejska w województwie mazowieckim, w powiecie ostrołęckim z siedzibą we wsi Lelis.
1 stycznia 2019 roku gmina liczyła 9654 mieszkańców.

## Położenie

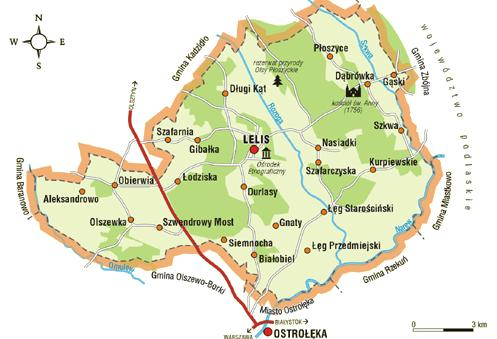
Gmina Lelis

Według danych z 1 stycznia 2019 roku powierzchnia gminy Lelis wynosiła 196,39 km².
Gmina położona jest w centralnej części powiatu ostrołęckiego przy granicy administracyjnej województwa podlaskiego, na skraju Puszczy Zielonej. Przez teren gminy Lelis przepływa pięć rzek, tj.: Narew, Omulew, Piasecznica, Rozoga oraz Szkwa.

## Przynależność administracyjna
| Okres     | Jednostka administracyjna | Jednostka administracyjna |
| --------- | ------------------------- | ------------------------- |
| 1975–1998 | województwo ostrołęckie   | województwo ostrołęckie   |
| 1999–     | województwo mazowieckie   | powiat ostrołęcki         |

## Środowisko naturalne

### Lasy
W 2017 roku powierzchnia lasów na terenie gminy wynosiła 7393 ha, co stanowi lesistość na poziomie 37,6%.

## Turystyka i zabytki

### Turystyka
We wsi Lelis znajduje się Ośrodek Etnograficzny Dziedzictwa Kulturowego i Przyrodniczego Kurpiów – prezentujący całokształt kulturowy Puszczaków (eksponaty pochodzą z końca XIX wieku do lat 80. XX wieku).
W 2017 roku na terenie gminy było 10,9 km ścieżek rowerowych.

### Zabytki
Rejestr zabytków Narodowego Instytutu Dziedzictwa wymienia tylko dwa obiekty, oba w Dąbrówce:
| Miejscowość | Nazwa                                                           | Wybudowany | Zdjęcie | Wpis do rejestru zabytków |
| ----------- | --------------------------------------------------------------- | ---------- | ------- | ------------------------- |
| Dąbrówka    | Kościół pw. św. Anny (przeniesiony ze wsi Kadzidło w 1883 roku) | 1756       |         | A-458 z 12.02.1981        |
| Dąbrówka    | Dzwonnica                                                       | 1893       |         | A-986 z 22.09.2010        |

### Piramida wieku

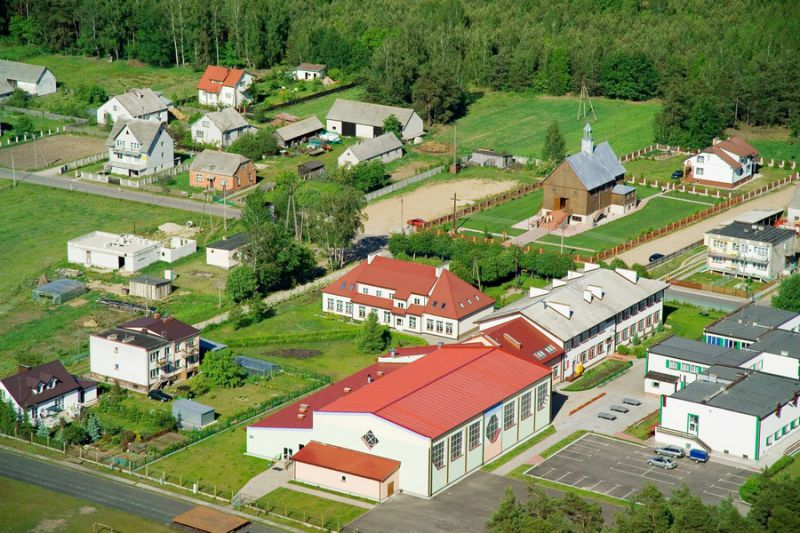
Lelis – siedziba gminy

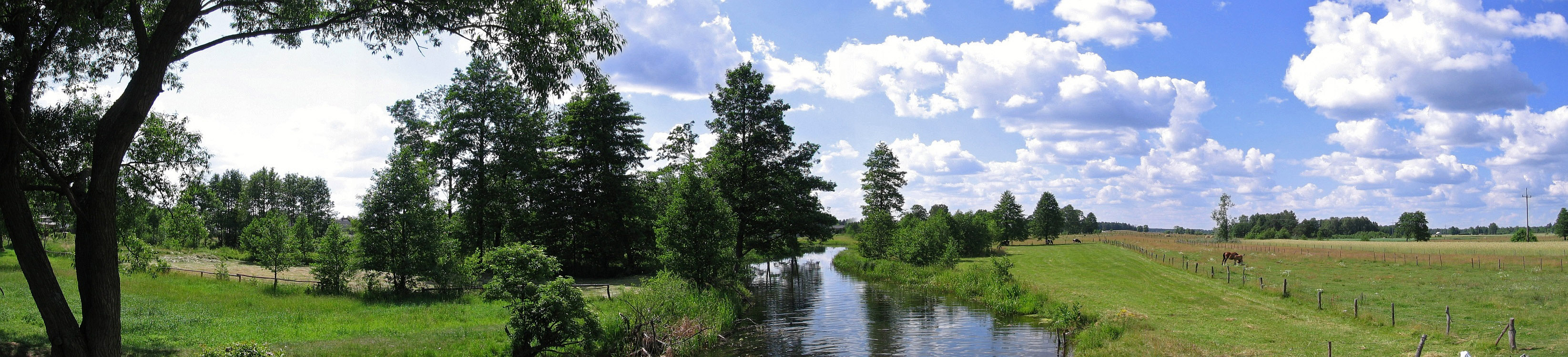
Łęg Starościński nad rzeką Rozogą

## Demografia
| Liczba mieszkańców gminy Lelis według GUS | Liczba mieszkańców gminy Lelis według GUS | Liczba mieszkańców gminy Lelis według GUS | Liczba mieszkańców gminy Lelis według GUS | Liczba mieszkańców gminy Lelis według GUS |
| Rok (stan na 1 stycznia)                  | Liczba ludności                           | Przyrost                                  | Gęst. zaludnienia [os./km²]               | Powierzchnia [km²]                        |
| ----------------------------------------- | ----------------------------------------- | ----------------------------------------- | ----------------------------------------- | ----------------------------------------- |
| 2016                                      | 9387                                      | –                                         | 48                                        | 196,39                                    |
| 2017                                      | 9491                                      | 104                                       | 48                                        | 196,39                                    |
| 2018                                      | 9549                                      | 58                                        | 49                                        | 196,39                                    |
| 2019                                      | 9654                                      | 105                                       | 49                                        | 196,39                                    |

| Wskaźnik maskulinizacji (stan na 1 stycznia 2018) | Wskaźnik maskulinizacji (stan na 1 stycznia 2018) | Wskaźnik maskulinizacji (stan na 1 stycznia 2018) | Wskaźnik maskulinizacji (stan na 1 stycznia 2018) | Wskaźnik maskulinizacji (stan na 1 stycznia 2018) |
| Opis                                              | Ogółem                                            | Ogółem                                            | Kobiety                                           | Mężczyźni                                         |
| ------------------------------------------------- | ------------------------------------------------- | ------------------------------------------------- | ------------------------------------------------- | ------------------------------------------------- |
| populacja                                         | 9549                                              | 100%                                              | 49,3%                                             | 50,7%                                             |

## Gospodarka
Gmina Lelis ma charakter typowo rolniczy (chów bydła mlecznego). W 2017 roku na terenie gminy w rejestrze REGON zarejestrowanych było 565 podmiotów gospodarczych; dochód gminy na jednego mieszkańca wynosił 4106 zł.
W 2019 roku dochody budżetu gminy Lelis wynosiły 39,1 mln zł, a wydatki 43,4 mln zł – deficyt budżetowy wynosił 4,2 mln zł.

## Transport
- Droga krajowa nr 53 Olsztyn–Ostrołęka

## Religia
- Dekanat Kadzidło:

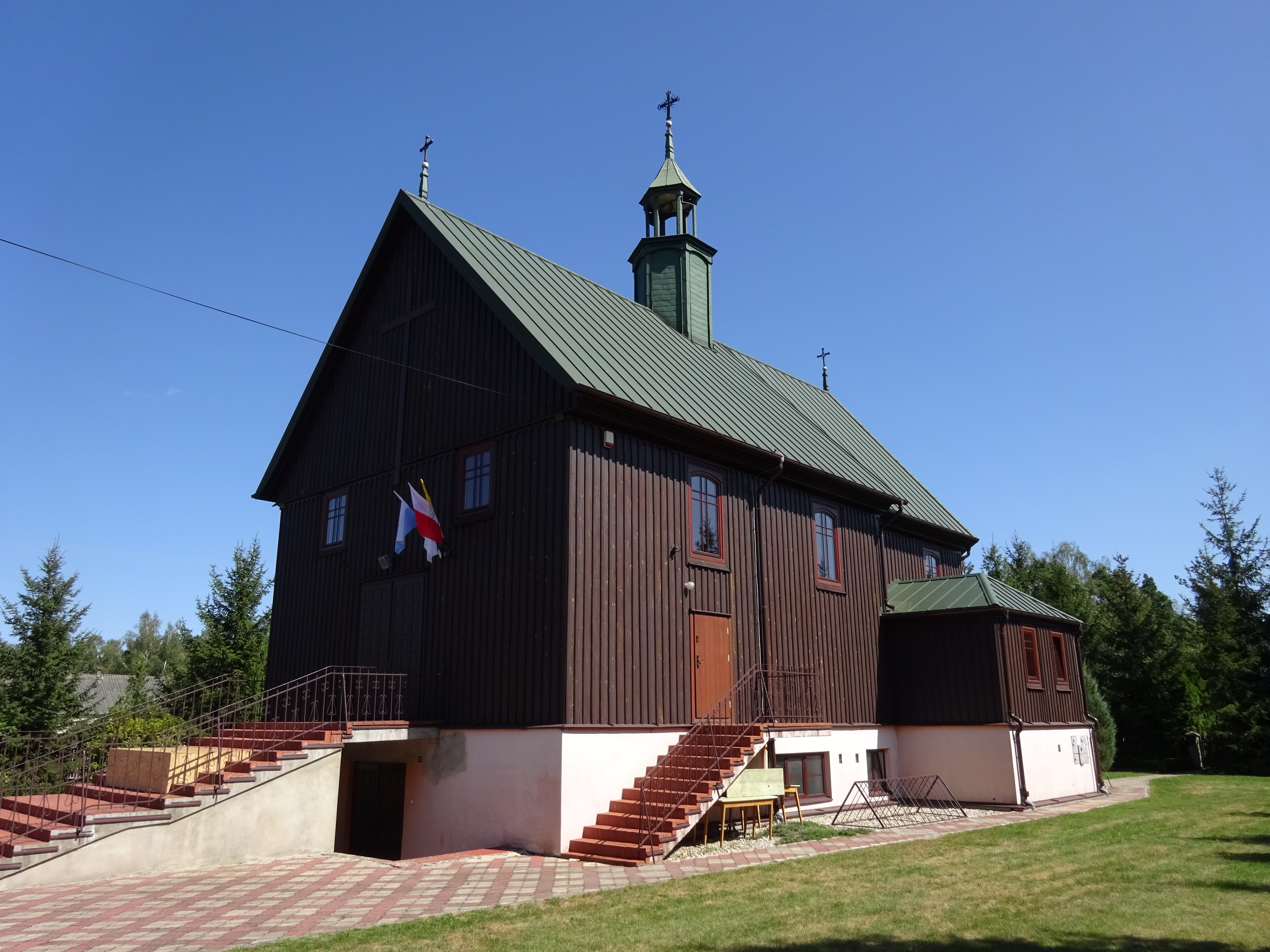
Kościół pw. Matki Bożej Nieustającej Pomocy w Lelisie

  - Parafia Matki Bożej Nieustającej Pomocy w Lelisie;
  - Parafia Najświętszej Maryi Panny Częstochowskiej w Obierwii.
- Dekanat Ostrołęka – Nawiedzenia NMP:
  - Parafia św. Anny w Dąbrówce;
  - Parafia Miłosierdzia Bożego w Łęgu Starościńskim.

## Sołectwa
Aleksandrowo, Białobiel, Dąbrówka, Długi Kąt, Durlasy, Gąski, Gibałka, Gnaty, Kurpiewskie, Lelis, Łęg Przedmiejski, Łęg Starościński, Łęg Starościński–Walery, Łodziska, Nasiadki, Obierwia, Olszewka, Płoszyce, Siemnocha, Szafarczyska, Szafarnia, Szkwa, Szwendrowy Most

## Sąsiednie gminy
| Gmina                                 | Powiat     | Województwo |
| ------------------------------------- | ---------- | ----------- |
| Baranowo                              | ostrołęcki | mazowieckie |
| Kadzidło                              | ostrołęcki | mazowieckie |
| Miastkowo                             | łomżyński  | podlaskie   |
| Olszewo-Borki                         | ostrołęcki | mazowieckie |
| Ostrołęka (miasto na prawach powiatu) |            | mazowieckie |
| Rzekuń                                | ostrołęcki | mazowieckie |
| Zbójna                                | łomżyński  | podlaskie   |